# ブルートレイン (漫画)
『ブルートレイン』は、高橋はるまさによる日本の漫画。集英社の漫画雑誌で連載され、電子文庫化を経て、100円ショップダイソーで再文庫化されている。
寝台特急「北斗七星」（モデルは「北斗星」）の食堂車に乗務する主人公・高橋凛太郎の調理師としての成長と、同僚・乗客・沿線の人にまつわる人情話を描く。

## 登場人物

### 寝台特急「北斗七星」
高橋 凛太郎（たかはし りんたろう）
主人公。実家が日本料理店だが、洋食の料理人を目指している。
調理学校の卒業旅行に（就職が決まっていないにもかかわらず）参加して乗車した「北斗七星」で夕食をとった食堂車に興味を持ち、料理長に口ぎきしてもらい、食堂車を営業する会社に就職。念願の「北斗七星」調理師となる。乗客・同僚・沿線の人々の問題を放っておけない性格で、さまざまな問題に必ず顔を突っ込む。
栗原 瞳（くりはら ひとみ）
第2話以降、全ての回に登場する準主人公。「北斗七星」のホールスタッフ。作中では凛太郎の相棒的存在で、彼は瞳を伴って実家のある青森に帰郷したことがある（一人で帰郷する勇気がなかったらしく、瞳に同伴を頼んだらしい）。
同期入社した凛太郎のことは「凛太郎君」と呼び、凛太郎には「瞳さん」と呼ばれる。
料理長
初回など、ほとんどの回に登場する。フランスの3つ星ホテルで8年、東京の一流ホテルで17年務めたキャリアを持つ。飛び入りで雇ってほしいという凛太郎を就職させ、一人前の調理師にするために鍛えあげる。
ホール主任
凛太郎と瞳の入社時に、寝台特急「北斗七星」の説明をした男性。瞳の上司にあたる。
瞳は彼によく叱られ、号泣する泣き虫である。

### 凛太郎の関係者
和也
凛太郎の調理師学校仲間、一緒に卒業旅行をした。割烹の板前に就職するが、何かと凛太郎を心配している。
直樹が凛太郎に対してドライなこともあり、衝突する凛太郎と直樹の板挟みになっている。
直樹
東京の湾岸にあるホテルに就職。和也と凛太郎にごちそうしたことがある。凛太郎・和也との卒業旅行で乗車した「北斗七星」には恋人と同伴している。
凛太郎を憂う和也に比べて、（当時就職内定なしだった）凛太郎の遅刻にイライラして、放いて行こうとしたくらい凛太郎に対してドライである。むしろ、同伴者である恋人とのデート旅行を優先した。それゆえ、デート旅行のスケジュールを乱す凛太郎に反感を持っている。
恵利
凛太郎の高校時代の友人。女優になっているらしい。
瞳同様、「凛太郎くん」と呼ぶ。凛太郎はちゃんづけしたり呼び捨ての時もある。
凛太郎の両親
凛太郎の故郷・青森で日本料理店を営む職人とその妻。
彼の父は昔ながらの「職人気質」で、凛太郎が幼馴染の男性二人と瞳に（父が常連客のためにとっておいた）魚を勝手に調理したのを怒り、凛太郎に鉄拳制裁をしてしまう。
幼馴染の男性二人は、「凛太郎は彼女と俺達のために魚を調理したので、彼を叱らないでやって呉れ」と説得。
飛び出して最寄駅へ戻った凛太郎と瞳を追いかけて幼馴染と（凛太郎の）両親は弁当を用意して追いかけ、二人に渡した。

### 北海道関係者
お見合いチーム
北海道の寒村が企画した「北斗七星乗車でのお見合いツアー」幹事、寒村出身の男性二人、本土の女性二人が参加。元々、寒村側の負担で本土の女性を招待する形でのツアーであった。
寒村側の3人が上野駅での乗車に遅刻（幹事がお土産を買いこんだのが原因）してしまい、憤慨した本土女性の二人は（凛太郎がステーキ調理終了直前にもかかわらず）途中下車しようとして、凛太郎とケンカになってしまう。
凛太郎が謝ったことで態度を軟化させた女性二人は列車に残ることにして、新幹線を使ってうまく乗り継げた寒村男性三人と合流、お見合いも成功する（料理長は女性が食べそこなったステーキ2枚の分を請求せず、将来の投資ということにした）。
島崎
高校球児で北海道の無名高校野球部のエース。学校と地元マスコミが彼に依存しているため、彼は鉄面皮な態度をとっている。凛太郎、料理長はそんな彼を気に入らなかったが、彼が「ねん挫したので氷が欲しい」と訴えると、凛太郎は彼に氷を渡し、それがきっかけとなって凛太郎と親しくなる。
彼は凛太郎に「試合を見て欲しい」と言い、凛太郎は瞳と練習試合を観に行く。凛太郎は試合での負けぶりを見て「チームワークがなっていない上、彼に頼り過ぎだ」ということを見抜いて監督と彼の仲間に訴えた。
洋食店父娘
和也に（食堂車）勤務環境の過酷さを言われて落ち込む凛太郎が「北斗七星」で出会ったシェフとその娘（娘はホールスタッフ）。
シェフに「食べに来なさい」といわれて来店、店のステーキを食べつつ凛太郎は悩みを告白した。
「うちのスタッフに欲しい」と思う娘に対して父は「食堂車という舞台で勤務できるのはある意味最高の娯楽芸能者である」と凛太郎に（食堂車勤務に残るよう）諭して、スカウトしなかった。

### その他の人物
ツアーの女
初回に登場。凛太郎たちが卒業旅行で乗車した「北斗七星」に偶然乗り合わせた乗客。
北海道競走馬ツアーの団体として乗車したが、食堂車が混雑してしまい、恰好つけて一人客に成り済まし「私は後でいいわ、ツアーの人を先にして」といい、凛太郎もそれに同調したために（早く夕食を済ませたい）直樹の逆鱗に触れ、衝突する。
顔は瞳に似ているが、同一人物かは不明である。和也いわく「水（商売系）っぽい」と思ったらしいが、凛太郎は彼女を気に入っており「直樹の彼女に比べれば金星だよ」と反論している。
ツアコンの男
初回に登場。彼のミスで食堂車が定員超過となり、トイレに避難していた（凛太郎と和也がトイレに入り、隠れていたことが判明）。その場に直樹がいなかったのが、幸いだった。
新婚夫婦
新郎は寝台特急「北斗七星」にあこがれて新婚旅行に新婦とともに乗車するが、新婦は「北斗七星」にあまり興味が無かったようで「北海道旅行というから飛行機で行くものと思っていた」と不満を言い、ケンカになる。
（料理長曰く）「成田離婚になりそう」と思われたが、凛太郎の説得で仲直りした。
美津代
凛太郎が「北斗七星」で乗務中に出会った女子大生三人組の一人。夕食中に倒れてしまい、札幌で緊急入院。
友人二人は折角の北海道旅行だから勿体ないということで彼女を置いて観光に出たが、彼女を心配する凛太郎はたびたび見舞いに来ては話し相手となる。退院後、凛太郎とデートをした彼女は夢を彼に語る（心残りは「北斗七星」で食べそこなった限定デザートであったが、凛太郎が内緒で食べさせた）。
蟹田の少年
凛太郎が勤務する「北斗七星」で運転停車する蟹田に住んでいる。父が帰ることを信じている少年にサンドイッチを上げたのをきっかけに仲良くなる。
彼の家は父方の祖父と母との3人暮らしで、母は地元のスナックで働いている。
その後、別の男と蒸発して町を離れて家出をしたため、祖父と二人きりとなった。祖父はサンドイッチのお礼にと凛太郎にふかひれをプレゼントした。
凛太郎はこのふかひれを「北斗七星」のメニューに出来ないかと提案するが、料理長に却下される。